# Clifford, West Yorkshire
Clifford är en by och en civil parish i Leeds i Storbritannien. Den ligger i grevskapet West Yorkshire och riksdelen England, i den centrala delen av landet, 280 km norr om huvudstaden London. Orten har 1 641 invånare (2001).